# Thé de chrysanthème
Pour les articles homonymes, voir Thé (homonymie).
Le thé de chrysanthème (chinois : 菊花茶 ; pinyin : júhuāchá) est une infusion de fleurs de chrysanthème couramment consommée en Chine et en Corée. Elle y est réputée pour ses vertus médicinales. Elle est généralement consommée chaude et nature.
On peut également trouver depuis la fin du XXe siècle du thé de chrysanthème prêt à boire.

## Préparation
Les plantes utilisées pour le thé de chrysanthème sont Chrysanthemum morifolium 菊花 (júhuā) ou chrysanthème d'automne et Coreopsis tinctoria ou chrysanthème des neiges, Coréopsis à fleur pourpre ou jaune. Les cultivars et la période de récolte des fleurs influencent la composition de l'infusion et sa teneur en acide chlorogénique. Il a été montré (2020) qu'un réseau neuronal profond appliqué sur l'image brute du thé donne 96 % et 89 % d'identifications correctes du stade de floraison et du type de thé de chrysanthème.

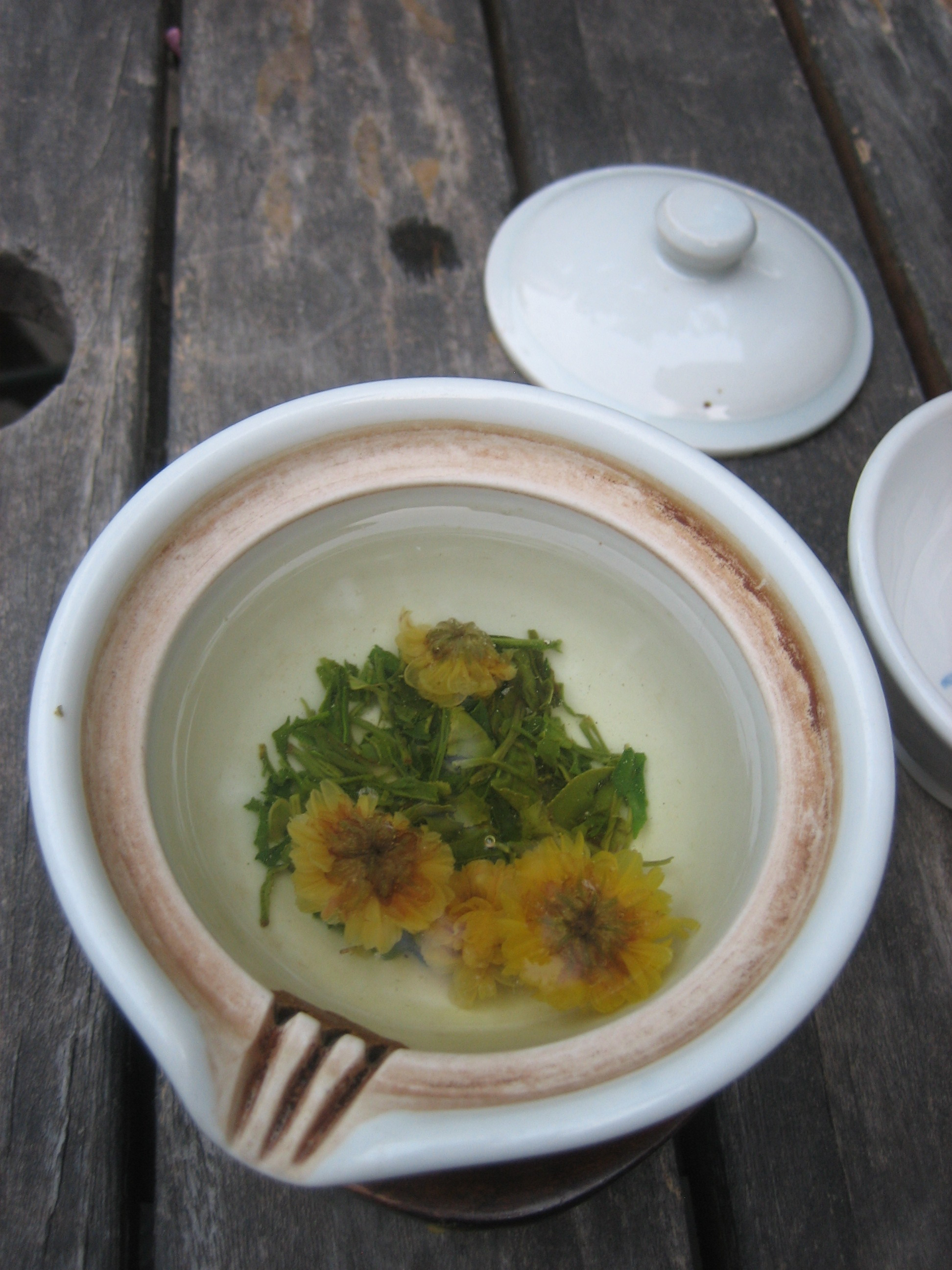
thé coréen de chrysanthème - Gukhwacha

En Corée, les variétés Chrysanthemum zawadskii subsp. latilobum, 구절초차 (gujeolcho cha), chinois 九節草茶 (Jiǔ jié cǎo chá) et chrysanthème indien, Camomille de Chine, Chrysanthemum indicum, 국화차 (gughwa cha) sont mentionnées.

### Variétés utilisées pour l'infusion
Shahrajabian et al. (2019) énumèrent 37 cultivars de chrysanthèmes cultivés et donnent les 6 principales provenances des fleurs de chrysanthème cultivé utilisées pour le thé en Chine: variété gongju (贡菊) des Monts Huang de Huangshan, Tongxiang, Zhongwei, boju (亳菊) de Bozhou, chuju (滁菊) de Chuzhou, Shangrao. Les fleurs de la province de Anhui appelée à partir de 1120 et pendant les dynasties Ming et Qing Huizhou (région) (zh) 徽州, ont la particularité de contenir une importante quantité de sélénium (硒)[réf. nécessaire]. Les autres variétés réputées en Chine, sont le hangju (杭菊) ou hangbaiju (杭白菊), de la région de Hangzhou dans la province du Zhejiang.

Les composants aromatiques volatils dans les infusions des thés de ces différents chrysanthèmes varient et donnent des saveurs différentes aux thés de chrysanthème disponibles en Chine. 

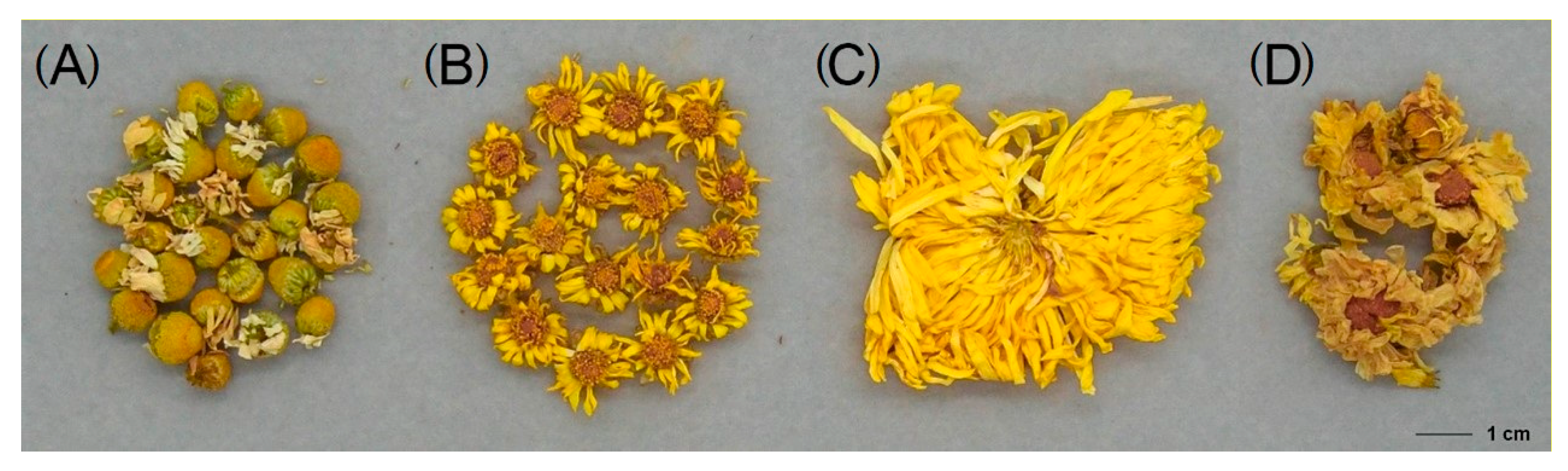
4 types de thés secs de chrysanthème : (A) camomille, (B) Xiaokuixiang, (C) Huangju et (D) Hangju.

Une étude (2023) portant sur 41 cultivars commerciaux de chrysanthèmes à thé à mis en évidence  170 composants volatils dont 25 spécifiques. L'acide palmitique était le seul composant présent dans tous les échantillons. Les terpénoïdes sont majoritaires (78) suivi des esters (26). Les chrysanthèmes rouges ont une teneur en anthocyanes elles aussi anti-oxydantes.

### Infusion
Le terme thé (茶, chá) est ici synonyme de tisane. Les fleurs séchées sont infusées 4 min dans une eau à 75 °C. L'infusion est consommé chaude, nature ou sucrée. 
La température et la durée d'infusion majorent la capacité anti-oxydante une température d'extraction de 100 °C pendant 45 min donnent les plus hautes capacité antioxydante en équivalent Trolox (TEAC) et capacité de piégeage des radicaux superoxydes (SRSC). Les expérimentateurs notent que l'activité anti-glycoxydation de l'infusion est la plus élevée avec C. indicum L. (Chrysanthème d'Inde) et écrivent qu'elle présente le plus grand potentiel de prévention des cataractes.

## Propriétés en médecine

### Médecine chinoise traditionnelle
La médecine chinoise traditionnelle le classe dans les aliments froids (阴 / 陰, yīn). Les principales utilisations sont la plupart du temps en combinaison
- l'hypertension en combinaison avec les fleurs de pissenlits et de chèvrefeuille, ou avec des racines de pivoine,

- l'améliorer la vue, soulagement de l'acouphènes et les maux de tête associées chrysanthème au goji,

- combattre le vent-chaleur extérieur avec symptômes de maux de tête, rhumes, maux de gorge avec de la menthe sauvage, et les fruits de bardane, avec feuilles de mûrier,

- en cas de carences en Yin du foie et des reins avec étourdissements, vertiges, vision floue, maux de tête[3].

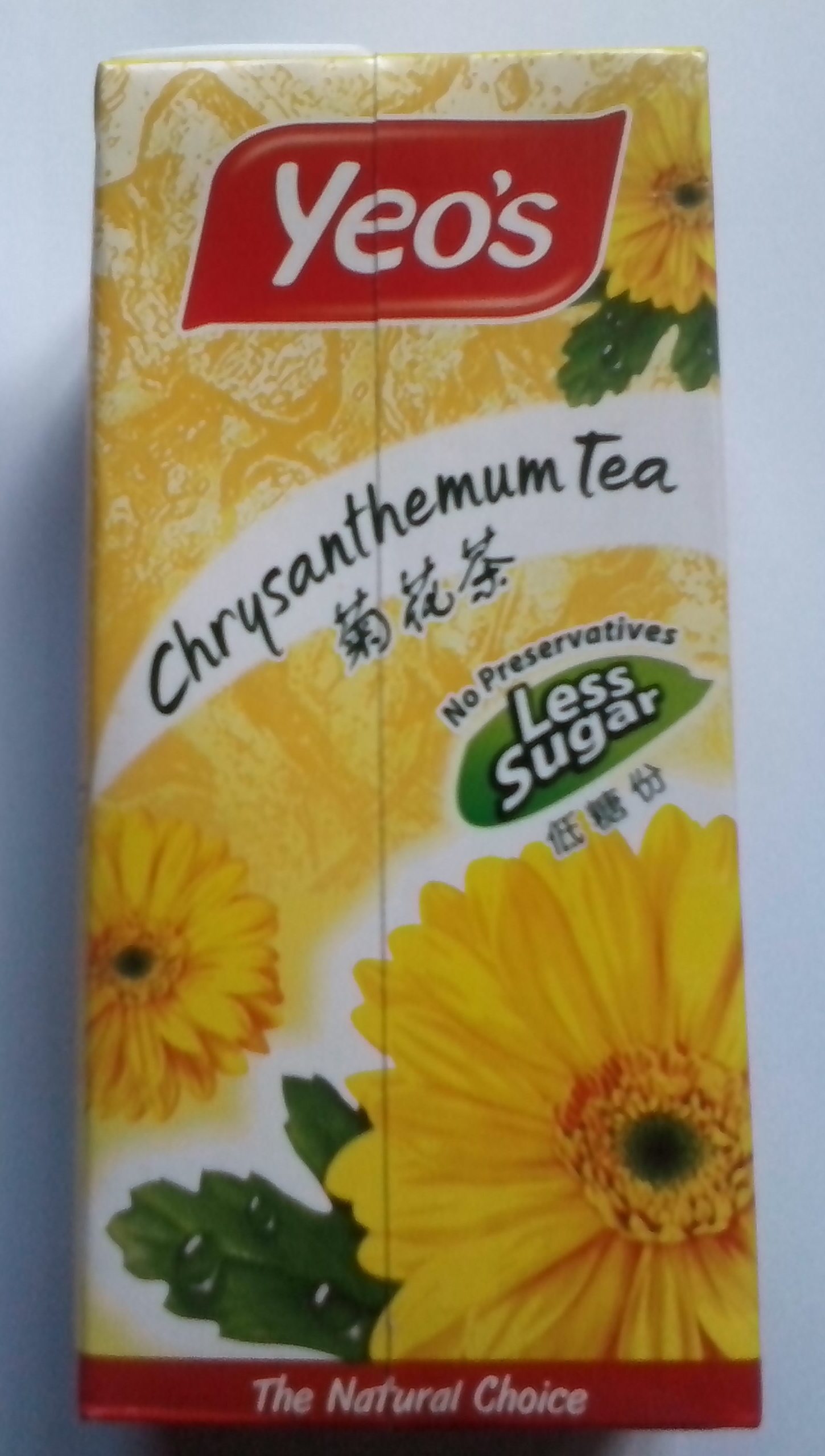
thé de Chrysanthème en Malaisie

### Recherche actuelle
L'analyse des composants de Chrysanthemum morifolium a montré une teneur significative en composés phénoliques (Liu et al., 2013) aux propriétés antioxydantes (qui s'atténuent avec la durée de stockage) et anti-inflammatoire in vitro, notamment la résistance à la fatigue, l'amélioration de la fonction du système cardiovasculaire et la réduction des taux de lipides sériques (Wang et Xiao, 2013 ; Yu et al., 2013).
L'apigénine-7-O-glucoside est l'un des composés phénoliques les plus actifs des fleurs de chrysanthème (Wang et al. , 2018). Parmi les allégations médicales les chercheurs ont confirmé sa capacité à
- améliorer la vision (cataractes, maculaires, dégénérescence, neuropathie), la sècheresse des yeux,
- améliorer la densité osseuse[3].

Le chrysanthème des neiges est riche en flavonoïdes actifs, une étude (2023) a montré que ses sulfurétine et leptosidine améliorent la dyslipidémie et la stéatose hépatique, réduit l'hyperlipidémie chez les souris.

#### Perspectives
Le chrysanthème est une plante hexaploïde et auto-incompatible, ce qui rend presque impossible l’obtention de lignées aux génomes uniformes. La diversité des cultivars est énorme et le génome spécialement grand, l'amélioration variétale pose un grand nombre de difficulté au génie génétique mais la recherche japonaise les estime surmontables.
L'université Padjadjaran promeut (2023) une campagne d'autonomisation des communautés rurales indonésiennes en éduquant au rôle des plantes de chrysanthème dans la prévention et le traitement de diverses maladies telles que la fièvre, l'hypertension, l'ostéoporose, la santé des yeux et la préparation du thé au chrysanthème.